# 트빌리시 신학교

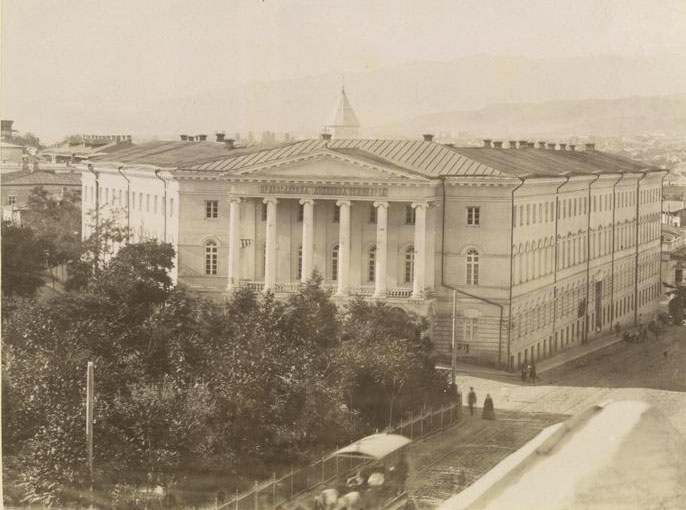
1870년대 군인 시장 옆에서 본 러시아 정교회의 신학원

트빌리시 신학교(조지아어:  თბილისის სასულიერო სემინარია; 러시아어: ТБИЛИССКАЯ Духовная семинария)는 1817년부터 1919년까지  러시아 정교회의 조지아 교구(Exarchate)에서 운영한   영적 훈련 기관이다. 1894년 이오시프 스탈린이 14세였을 때 그는 장학금을 받고 입학하였다. 교육 언어는 러시아어였으며 조지아어는 그곳에서 가르치는 러시아 사제들에 의해 폄하되었다. 스탈린은 두 언어 모두에 열성적인 학생이었다. 그는 그루지야 문화의 민족주의자가 되었다. 그는 지역 언론에 익명으로 그루지야어로 시를 발표하고 학생 정치에 참여했다. 그의 성적은 좋았지만 1899년 기말고사를 낙방하여 퇴학당했다.
1993년 조지아 정교회의 고등 교육 기관으로 다시 문을 열었다.

## 참고 문헌
- Jones, Stephen F. (2005), 《조지아 풍의 사회주의: 사회민주주의로 가는 유럽의 길 1883–1917》, 캠브리지, 매사추세츠: 하버드대학교 출판부, ISBN 978-0-67-401902-7
- Kotkin, Stephen (2014), 《Stalin, Volume I: Paradoxes of Power, 1878–1928》, 뉴욕시: 펭귄 프레스, ISBN 978-1-59420-379-4